# Ivinhema AC
Ivinhema AC was een Braziliaanse voetbalclub uit Ivinhema in de staat Mato Grosso do Sul.

## Geschiedenis
De club werd opgericht in 2000, een jaar na het verdwijnen van Ivinhema EC, dat financiële problemen had. Een jaar later speelde de club in de hoogste klasse van het Campeonato Sul-Mato-Grossense. In het eerste seizoen werd de club groepswinnaar in de eerste fase, maar in de tweede fase werden ze laatste. Het volgende jaar konden ze zich niet plaatsen voor de tweede fase. Ook in 2003 plaatsten ze zich niet en omdat de competitie van 14 naar 10 clubs teruggebracht werd degradeerden ze ook. De club ging niet meer van start in de tweede klasse en werd ontbonden. 